# Chungkingichthys tachuensis
Chungkingichthys tachuensis è un pesce osseo estinto, appartenente agli pticolepiformi. Visse nel Giurassico medio (circa 170 - 165 milioni di anni fa) e i suoi resti fossili sono stati ritrovati in Cina.

## Descrizione
Questo pesce poteva superare i 30 centimetri di lunghezza e possedeva un corpo slanciato e fusiforme, con un muso piuttosto ottuso. La pinna caudale era profondamente biforcuta. La volta cranica era larga e piatta rispetto a quella dell'affine Ptycholepis. Le ossa sopraorbitali, infraorbitali, nasali e postrostrali erano simili a quelle di Ptycholepis. La mandibola era lunga, e si estendeva dal primo raggio branchiostegale alla punta del muso. Le ossa esterne del cranio erano ornamentate da creste prominenti di ganoina. Le pinne pettorali erano piuttosto grandi, mentre quelle pelviche erano piccole con lepidotrichi ravvicinati. La pinna anale era grande e triangolare, con una lunga base. La pinna dorsale era probabilmente simile alla pinna anale. Il lobo scaglioso della coda era piuttosto lungo. Le squame che ricoprivano il corpo erano spesse, leggermente più lunghe che ampie e molto allungate nella regione ventrale e dorsale. Le scaglie si articolavano tra loro come un giunto a sfera. L'ornamentazione delle scaglie consisteva in strie di ganoina ruvida che decorreva obliquamente. 

## Classificazione
Chungkingichthys tachuensis venne descritto per la prima volta nel 1974, sulla base di resti fossili ben conservati provenienti dalla provincia di Sichuan in Cina. Questo pesce era un rappresentante degli pticolepiformi, un gruppo di pesci ossei probabilmente appartenenti ai condrostei, tipici del Mesozoico. In particolare, Chungkingichthys è il genere eponimo della famiglia Chungkingichthyidae. 